# 170-es busz (Budapest, 1985–1993)
A budapesti 170-es jelzésű autóbusz Rákospalota, Compack Vállalat és Rákospalota, MEDIMPEX között közlekedett. A vonalat a Budapesti Közlekedési Vállalat üzemeltette.

## Története
1985. november 1-jétől 1993. június 30-áig a Rákospalota, MEDIMPEX és Rákospalota, Compack Vállalat között 170-es jelzéssel közlekedett autóbusz. Megszűnése után a 170-est hosszabbították meg a Compack Vállalatig, a MEDIMPEX felé a korábban is arra közlekedő 25-ös buszok pótolták.

## Útvonala
| Rákospalota, MEDIMPEX felé |
| Rákospalota, Compack Vállalat vá. – Sipos utca – Visonta utca – Kanizsai Dorottya utca – Székely Elek út – Szántóföld utca – Mélyfúró utca – Felsőkert utca – Károlyi Sándor út – Rákospalota, MEDIMPEX vá. |
| Rákospalota, Compack Vállalat felé |
| Rákospalota, MEDIMPEX vá. – Károlyi Sándor út – Székely Elek út – Sipos utca – Rákospalota, Compack Vállalat vá.                                                                                            |

## Megállóhelyei
| 0 | Rákospalota, Compack Vállalat végállomás                                                   | 5 | 25              |
| 1 | Visonta utca                                                                               | ∫ | 25              |
| 2 | Kanizsai Dorottya utca                                                                     | ∫ | 25              |
| ∫ | Délker                                                                                     | 4 | 25              |
| 3 | Bútorraktár (↓) Kanizsai Dorottya utca (↑)                                                 | 3 | 25              |
| 4 | Károlyi Sándor út (Székely Elek út) (Korábban: Ifjú Gárda utca)                            | 2 | 25, 25, 70, 170 |
| 5 | Mélyfúró utca (Korábban: Ipartelepi út)                                                    | ∫ | 25              |
| 6 | Volán telep                                                                                | ∫ | 25              |
| 7 | Szemétégető                                                                                | 1 | 25              |
| 8 | Károlyi Sándor út (Korábban: Ifjú Gárda utca)                                              | ∫ | 25              |
| 9 | Rákospalota, MEDIMPEX végállomás (Korábban: Gyógyszeripari Ellátó és Szolgáltató Vállalat) | 0 | 25              |